# Констанция Арльская
Конста́нция А́рльская (фр. Constance d’Arles; около 986, Арль — 25 июля 1032, Мелён) — дочь графа Прованса Гильома I и Аделаиды Анжуйской; третья и последняя жена короля Франции Роберта II Благочестивого.

## Биография
Констанция родилась примерно в 986 году в Арле и была единственной достоверно известной дочерью графа Прованса Гильома I и его второй жены Аделаиды Анжуйской, известной многочисленными браками.
В 1003 году Констанция вышла замуж за французского короля Роберта II. Для Роберта это был третий брак, а оба предыдущих брака были расторгнуты: с первой женой, Сусанной Итальянской, Роберт развёлся по собственному желанию, чтобы жениться на более молодой Берте Бургундской. Берта приходилась Роберту родственницей в одной из тех степеней родства, в которых брак запрещён каноническими законами. Папа римский Григорий V объявил этот брак недействительным. Несмотря на это, Роберт не захотел расстаться с Бертой, поэтому в 998 году был отлучён от церкви. Тем не менее король долгое время оставался верен жене и защищал её против папы и французского духовенства. Он не обращал внимания на отлучение от церкви и на наложенное на него церковное наказание. Только преждевременные роды жены и появление на свет мертворождённого сына поколебали уверенность Роберта. Брак был аннулирован папой Сильвестром II.
Первоначально отношения Констанции с супругом были относительно нормальными, однако, несмотря на своё благочестие, Роберт вскоре стал открыто жить в двойном браке. Стало очевидно, что король никогда не переставал любить свою вторую жену, поэтому двор разделился на две части. Вскоре после свадьбы Констанция родила дочь и несколько лет после этого не могла забеременеть. В 1007 году друг короля Хью де Бове попытался уговорить Роберта расстаться с супругой, однако Констанция была беременна и Роберт ожидал появление долгожданного наследника. Констанция родила сына Гуго Магнуса, а Хью де Бове, вероятно по требованию Констанции, был убит рыцарями графа Анжу Фулька III Нерры.
В 1010 году Роберт вместе с бывшей женой Бертой отправился в Рим, чтобы получить папское разрешение на развод с Констанцией и новый брак с Бертой. Однако папа Сергий IV не собирался давать разрешение на близкородственный брак, который ранее осудил папа Григорий V. Кроме того, вызывал вопросы и тот факт, что Роберт отказывался уже от второй жены. Расстроенный отказом Роберт вернулся домой и, по некоторым данным, стал «любить свою жену больше».
В 1022 году состоялся процесс над обвинёнными в ереси клириками. Среди обвиняемых оказался бывший исповедник королевы. По приказу Роберта, Констанция во время суда стояла у запертых дверей, чтобы избежать нападения толпы на осуждённых. Однако после завершения процесса, когда еретики покидали помещение, где проходил суд, Констанция собственноручно ударила бывшего исповедника скипетром в глаз. Такое поведение королевы было воспринято как вымещение ею раздражения на тех, кто мог подорвать авторитет короны.
В 1017 году по настоянию Констанции её старший сын Гуго Магнус был коронован в качестве соправителя отца. Позднее Гуго Магнус потребовал разделить власть с ним и восстал против своего отца в 1025 году. Констанция, узнав о восстании сына, пришла в ярость и стала постоянно упрекать его. В конце концов, Гуго пошёл на примирение с родителями, но вскоре после этого умер в возрасте около восемнадцати лет.
После смерти старшего сына между Констанцией и её супругом произошёл спор из-за того, кто из оставшихся сыновей должен будет унаследовать трон: Констанция, больше симпатизировавшая младшему сыну Роберту, считала, что именно он должен стать следующим королём, Роберт же отдавал предпочтение старшему сыну Генриху. Несмотря на протесты его матери и поддержки её в этом вопросе некоторыми епископами, Генрих был коронован в 1027 году. Епископ Фульберт Шартрский говорил своему коллеге, что мог бы присутствовать на церемонии, если бы не боялся королевы, которая, по его словам, была способна на всё. Констанция стала подстрекать сыновей к бунту против их отца: они нападали и грабили города и замки, принадлежащие королю Роберту. Роберт-младший атаковал Бургундию — герцогство, которое было ему обещано, но которое он так и не получил; Генрих захватил Дрё. Королю пришлось пойти на уступки собственным сыновьям и заключить с ними мир, действовавший вплоть до его смерти.

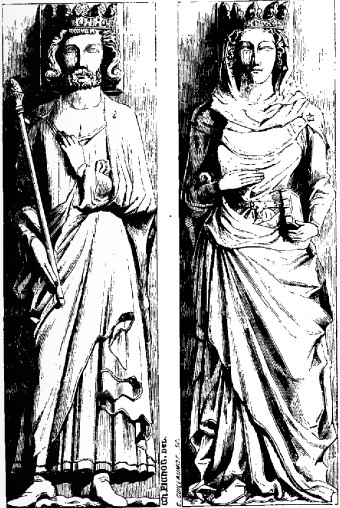
Эффигии на могилах Роберта II и Констанции Арльской

Король Роберт II умер 20 июля 1031 года. Вскоре после смерти Роберта между Констанцией и её сыновьями произошёл разрыв: Констанция силой захватила земли, полагавшиеся ей в качестве вдовьей доли, и отказалась сдаться сыновьям; кроме того, она подняла на восстание против нового короля многих знатных вельмож. Генрих был вынужден бежать в Нормандию под защиту герцога Роберта Дьявола, где получил помощь, оружие и солдат его брата Роберта. Генрих собирался осадить Пуасси, где пребывала его мать, однако Констанция успела бежать в Понтуаз. Вдовствующая королева сдалась только тогда, когда Генрих осадил Ле Пуазе и поклялся уничтожить всех жителей. Констанция была перевезена в Мелён, где и умерла 28 июля 1032 года. Она была похоронена рядом с мужем в базилике Сен-Дени.

## Семья
Констанция и Роберт стали родителями шестерых детей:
- Адвиса (Гедвига)[фр.] (около 1003 — после 1063) — была замужем за графом Невера Рено I[14], от которого родила четверых сыновей.
- Гуго Магнус (около 1007 — 17 сентября 1026) — король Франции как соправитель отца[3]; женат не был, детей не имел.
- Генрих (17 мая 1008 — 4 августа 1060) — король Франции как соправитель отца, затем как единоличный правитель[3]. Был дважды женат: первым браком на Матильде Фризской, дочери графа Брауншвейга Людольфа и Гертруды фон Эгисхейм; вторым браком на Анне Ярославне, дочери князя Киевского Ярослава Мудрого и Ингигерды Шведской. У Генриха было трое сыновей и дочь, все они родились во втором браке.
- Адела (около 1009 — 8 января 1079) — была дважды замужем: первым браком за герцогом Нормандии Ричардом III; вторым браком за графом Фландрии Бодуэном V. Адела стала матерью двоих сыновей и дочери, все они родились во втором браке.
- Роберт (1011 — 21 марта 1076) — герцог Бургундии[15]; был дважды женат: первым браком на Элии де Семюр, дочери сеньора де Семюр-ан-Брионне Далмаса I Великого, от которой Роберт имел двоих сыновей и дочь; вторым браком на Эрменгарде Анжуйской, дочери графа Анжу Фулька III и Хильдегарды Мецкой, от которой Роберт также имел двоих сыновей и дочь.
- Эд (1013—1056)[3] — погиб во время попытки вторжения в Нормандию.

Также предполагаемой дочерью Констанции была другая Констанция — супруга графа Даммартена.